# ラウンデル (紋章学)

ラウンデル
Argent a torteau

ラウンデル（英: Roundel、仏: Tourteau, Rondeau、古仏: Rondel, Rondeu）は、紋章学における紋章の円形又は円盤状のチャージの総称である。イングランドの紋章学では、その色を示すティンクチャーごとに個別の名称を与えられている。
幾何学的で、もっとも単純な図形のチャージであるため、オーディナリーとみなされることもあるが、明確な定義を避けている文献も見られる。

## 解説

### 色との対応
ラウンデルを意味する語は他にも複数あり、近世以降のイングランドの紋章学ではラウンデルのティンクチャーによって自ずとそのチャージの名称が決まるようになっている。そのため、他のチャージのようにティンクチャーを指定する必要はない。また、現在では a roundel gules のような記述は用いられることは少ない。もともとの中世の紋章学では色との対応は図られていなかったため、チャージの名称とティンクチャーの組み合わせは自由だった。そのため、他のチャージと同様にチャージ名の後にティンクチャーを記述してその色を指定していたし、英語以外の言語による紋章記述では現在でも a roundel gules に相当する記述のほうが主流であることがある。
イングランドの紋章学では torteau は a roundel gules を意味するが、フランス語で tourteau はラウンデル全般を意味するため、フランスの紋章学ではギュールズに限定されずにあらゆるティンクチャーで塗られたラウンデルに対して用いられる。同じくフランス語の古い紋章鑑では金属色のラウンデルを gastelles と記述しているものがある。
ラウンデルのチャージ名とティンクチャーの対応は次の表のとおり。
| 図 | 名称                        | 別名称                                                            | ティンクチャー | 等価記述                              |
| -- | --------------------------- | ----------------------------------------------------------------- | -------------- | ------------------------------------- |
|    | プレート (plate)            | —                                                                 | アージェント   | a roundel Argent                      |
|    | ビザント (bezant, besant)   | —                                                                 | オーア         | a roundel Or                          |
|    | ハート (hurt, heurt, huert) | —                                                                 | アジュール     | a roundel Azure                       |
|    | トゥルト (torteau)          | —                                                                 | ギュールズ     | a roundel Gules                       |
|    | ペレット (pellet)           | オグレス (ogress) ガンストーン (gunstone) ガンショット (gun-shot) | セーブル       | a roundel Sable                       |
|    | ポム (pomme)                | ポメイ (pomeis, pommeis) ポウミ (pomey, pome)                     | ヴァート       | a roundel Vert                        |
|    | ガールプ (golpe, golp)      | ウーンド (wound)                                                  | パーピュア     | a roundel Purpure                     |
|    | ファウンテン (fountain)     | —                                                                 | —              | a roundel barry wavy Argent and Azure |

### 形状
| （左）立体化されたメディチ家の紋章（正確にはレオ11世のもの）。ラウンデルが球体になっているのがわかる（イタリア・フィレンツェの大司教宮殿 (Palazzo Arcivescovile) ）。（右）メディチ家の紋章 |  | （左）立体化されたメディチ家の紋章（正確にはレオ11世のもの）。ラウンデルが球体になっているのがわかる（イタリア・フィレンツェの大司教宮殿 (Palazzo Arcivescovile) ）。（右）メディチ家の紋章 |
| （左）立体化されたメディチ家の紋章（正確にはレオ11世のもの）。ラウンデルが球体になっているのがわかる（イタリア・フィレンツェの大司教宮殿 (Palazzo Arcivescovile) ）。（右）メディチ家の紋章 |  | |

いずれのティンクチャーで塗られたラウンデルでも単に円として描かれ、初期の紋章学でもそのように描かれるのが普通であったが、プレート、ビザント及びファウンテンは平らな円盤と考えられ、それら以外は球体と考えられて陰影をつけて描かれることがある。
英語のビザントがビザンチン帝国の貨幣を意味するように、ビザントは金貨を表していた。また、既に現代英語では廃れた用法であるが、中英語の plate はフランス語を起源として銀貨を意味したことから、プレートは銀貨を表す。そのため、これらは平らな円盤と考えられるのである。

### 数
1つのシールド又はフィールドに置けるラウンデルの数には上限がない。中には18個ものラウンデルを記述した紋章が存在する。
その紋章記述は次のとおり。
Argent, eighteen hurts, nine, four, three, and two

### 各ラウンデル

#### 金属色
プレート（英: plate、仏: besant d'argent, plate）
アージェントのラウンデルを指し、フランス語で同じ綴りの単語の特殊用法から派生した中英語で銀貨を意味する。アージェントのラウンデルを意味する記述としてフランス語の古い紋章鑑では rondeaux d'argent という記述がよく用いられているが、 torteaux d'argent 、 gastelles d'argent 、 pelotes d'argent といった記述も見られる。

ビザント（英: bezant、仏: besant）
オーアのラウンデルを指し、ビザンチン帝国のビザント金貨を表現しているとされる。それゆえにビザントは平面的に描かれなければならない。したがって、貨幣とは言うものの、その表面には何も刻印されていない貨幣と言える。ビザント及びその他のラウンデルは十字軍によってイングランドの紋章学に持ち込まれたことは疑いがない。フランス語ではオーアのラウンデルを Besant d'or と記述する。また、プレートを Besant d'argent 、トゥルトを Besant de gueules と記述するなどビザントをラウンデルを示す語として用いられることがある。

#### 原色
ハート（英: hurt、仏: heurte）
アジュールのラウンデルを指す。コケモモ、ビルベリー又はブルーベリーの実を意味するハートルベリー (hurtleberry) かウォートルベリー (whortle-berry) に由来すると考えられている。また、青あざ (bruise) が由来だとする説もある。アジュールのラウンデルを意味する記述としてフランス語の紋章記述では pelletts d'asur 、 tourteaux d'azur といった記述も見られる。

トゥルト（英: torteau、仏: tourteau de gueules）
イングランドの紋章学ではギュールズのラウンデルを指す。フランス語で小さなケーキ又はトルテ（タルト）を意味し、聖餐式で聖別されたパンを表現しているものと考えられている。ギュールズのラウンデルを意味する記述としてフランス語の紋章記述では pellets de gules といった記述も見られる。

ペレット（英: pellet、仏: ogresse）
セーブルのラウンデルを指す。pelots や pelotts とも綴られる。フランス語ではセーブルのラウンデルを ogresse と記述し、イングランドの紋章官によっても使われていたことから、オグレス (ogress) はフランス語からの借用と考えられている。後の紋章では、同じものをガンストーン (gunstone) 又はガンショット (gun-shot) と記述することがある。これは、直接的には銃弾・砲弾を意味し、銃や大砲が発明された後になってからのものである。

ポム（英: pomme、仏: torteaux de sinople, volets）
ヴァートのラウンデルを指す。pomme はフランス語でリンゴを意味する。 pome 、 pommeis 、 pomeis 、pomey など様々な綴りがある。pomey は1562年に初出とされるが語源が不明である。しかし、比較的最近を起源とする紋章では、リンゴを意図していることは明白である。

ガールプ（英: golpe、仏: golpe）
パーピュアのラウンデルを指す。 golp とも綴る。古いスペイン語で「傷」を意味する golpa が語源になっていると考えられており、もっと直接的にウーンド (wound) と記述されることもある。なお、アメリカ軍の名誉負傷勲章は英語ではパープル・ハート (Purple Heart) と呼ばれ、負傷と紫色が結びつけられる例は他にもある。

オレンジ（英: orange）
テニー(en) (tenné) のラウンデルを指す。時折見られる程度。

グーズ（英: guze）
サングイン(en) (sanguine) のラウンデルを指す。時折見られる程度。

#### 特殊

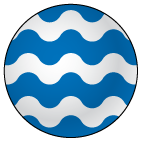
ファウンテン (fountain)

ファウンテン（英: fountain）
水平方向の波状にアージェントとアジュールを交互に塗り分けたラウンデルを指す。このような塗り分けは「水」を表現し、ファウンテンは泉を意味する。チャージの中にすでに金属色と原色が使われているため、背景がどちらの分類に属するティンクチャーであっても同じ分類のティンクチャーが隣りにきてしまう。そのため、ファウンテンは自然色の一種ととらえられ、ティンクチャーの原則の特例とされる。